# غلينوود (إنديانا)
غلينوود (بالإنجليزية: Glenwood, Indiana)‏ هي بلدة أمريكية تقع في الولايات المتحدة في إنديانا. يقدر عدد سكانها بـ 250 نسمة ومساحتها 0.47 كم2 وترتفع عن سطح البحر 332 متر.

## التركيبة السكانية
قام مكتب تعداد الولايات المتحدة بتحديد بيانات التركيبة السكانية لغلينوود في تعداد الولايات المتحدة. في ما يلي، التركيبة السكانية حسب تعدادي 2000 و2010.

### تعداد عام 2000
بلغ عدد سكان غلينويلو 449 نسمة بحسب تعداد عام 2000، وبلغ عدد الأسر 205 أسرة وعدد العائلات 110 عائلة مقيمة في القرية. في حين سجلت الكثافة السكانية 165.4 نسمة لكل ميل مربع (63.9/كم2). وبلغ عدد الوحدات السكنية 222 وحدة بمتوسط كثافة قدره 81.8 نسمة لكل ميل مربع (31.6/كم2).
وتوزع التركيب العرقي للقرية بنسبة 94.65% من البيض و 4.23% من الأمريكيين الأفارقة و 1.11% من عرقين مختلطين أو أكثر.
بلغ عدد الأسر 205 أسرة كانت نسبة 24.4% منها لديها أطفال تحت سن الثامنة عشر تعيش معهم، وبلغت نسبة الأزواج القاطنين مع بعضهم البعض 38.5% من أصل المجموع الكلي للأسر، ونسبة 11.2% من الأسر كان لديها معيلات من الإناث دون وجود شريك، وكانت نسبة 46.3% من غير العائلات. تألفت نسبة 41.0% من أصل جميع الأسر من أفراد ونسبة 10.2% كانوا يعيش معهم شخص وحيد يبلغ من العمر 65 عاماً فما فوق. وبلغ متوسط حجم الأسرة المعيشية 2.91، أما متوسط حجم العائلات فبلغ 2.15.
بلغ العمر الوسطي للسكان 40 عاماً. وكانت نسبة 21.8% من القاطنين تحت سن الثامنة عشر، وكانت نسبة 4.5% بين الثامنة عشر والأربعة وعشرون عاماً، ونسبة 32.1% كانت واقعةً في الفئة العمرية ما بين الخامسة والعشرون حتى والأربعة وأربعون عاماً، ونسبة 28.3% كانت ما بين الخامسة والأربعون حتى الرابعة والستون، ونسبة 13.4% كانت ضمن فئة الخامسة والستون عاماً فما فوق. يوجد لكل 100 أنثى 109.8 ذكر، ويوجد لكل 100 أنثى في الثامنة عشر من عمرها فما فوق 119.4 ذكر.
بلغ متوسط دخل الأسرة في القرية 37,708 دولار، أما متوسط دخل العائلة فبلغ 52,321 دولار. وكان متوسط دخل الذكور 42,292 دولار مقابل 27,500 دولار للإناث. وسجل دخل الفرد الخاص بالقرية 19,942 دولار. وكانت نسبة 2.7% من العائلات ونسبة 5.0% من السكان تحت خط الفقر، وكان من هؤلاء نسبة 5.2% تحت سن الثامنة عشر ونسبة 3.4% في الخامسة والستين من العمر وما فوق.

### تعداد عام 2010
بلغ عدد سكان غلينوود 250 نسمة بحسب تعداد عام 2010، وبلغ عدد الأسر 109 أسرة وعدد العائلات 71 عائلة مقيمة في البلدة. في حين سجلت الكثافة السكانية 1,388.9 نسمة لكل ميل مربع (536.3/كم2). وبلغ عدد الوحدات السكنية 130 وحدة بمتوسط كثافة قدره 722.2 لكل ميل مربع (278.8/كم2).
وتوزع التركيب العرقي للبلدة بنسبة 100.0% من البيض.
بلغ عدد الأسر 109 أسرة كانت نسبة 28.4% منها لديها أطفال تحت سن الثامنة عشر تعيش معهم، وبلغت نسبة الأزواج القاطنين مع بعضهم البعض 51.4% من أصل المجموع الكلي للأسر، ونسبة 8.3% من الأسر كان لديها معيلات من الإناث دون وجود شريك، بينما كانت نسبة 5.5% من الأسر لديها معيلون من الذكور دون وجود شريكة وكانت نسبة 34.9% من غير العائلات. تألفت نسبة 30.3% من أصل جميع الأسر من أفراد ونسبة 15.6% كانوا يعيش معهم شخص وحيد يبلغ من العمر 65 عاماً فما فوق. وبلغ متوسط حجم الأسرة المعيشية 2.83، أما متوسط حجم العائلات فبلغ 2.29.
بلغ العمر الوسطي للسكان 45.5 عاماً. وكانت نسبة 22.4% من القاطنين تحت سن الثامنة عشر، وكانت نسبة 4.8% بين الثامنة عشر والأربعة وعشرون عاماً، ونسبة 21.6% كانت واقعةً في الفئة العمرية ما بين الخامسة والعشرون حتى والأربعة وأربعون عاماً، ونسبة 30.8% كانت ما بين الخامسة والأربعون حتى الرابعة والستون، ونسبة 20.4% كانت ضمن فئة الخامسة والستون عاماً فما فوق. وتوزع التركيب الجنسي للسكان بنسبة 45.6% ذكور و54.4% إناث.